# Processo unitario
Il processo unitario è una parte del processo industriale dove avviene un'unitaria reazione di tipo esclusivamente chimico. Da non confondersi con il termine operazione unitaria, che corrisponde a una parte del processo industriale dove avviene una trasformazione unitaria di tipo esclusivamente fisico.